# Diocesi di Tabalta
La diocesi di Tabalta (in latino Dioecesis Tabaltensis) è una sede soppressa e sede titolare della Chiesa cattolica.

## Storia
Tabalta, forse identificabile con Henchir-Gourghebi nell'odierna Tunisia, è un'antica sede episcopale della provincia romana di Bizacena.
Complessa è la stesura della cronotassi dei vescovi di questa diocesi, per la presenza di molte varianti nelle fonti coeve, che portano a confondere la sede di Tabalta con quella di Tasbalta. Per Morcelli e Mesnage è esistita una sola diocesi, che il primo chiama semplicemente Tabalta, mentre il secondo Tabalta o Tasbalta. A quest'unica diocesi i due autori assegnano tutti i vescovi noti.
Lo studio prosopografico di André Mandouze, assegna a Tabalta un solo vescovo, Innocenzo, episcopus Thebaltensis, che partecipò al concilio di Cabarsussi, tenuto nel 393 dai massimianisti, setta dissidente dei donatisti, e ne firmò gli atti; i massimianisti sostenevano la candidatura di Massimiano sulla sede di Cartagine, contro quella di Primiano. Mandouze tuttavia fa notare che Thebaltensis potrebbe essere una variante grafica di Tasbaltensis; in questo caso, secondo la sua prosopografia, nessun vescovo sarebbe attribuibile a Tabalta.
Toulotte inserisce Innocenzo nella cronotassi dei vescovi di Tepelta nella provincia della Proconsolare, mentre assegna a Tabalta due vescovi che appartengono invece ad altre sedi: Massimiano Stabatensis o Sabbatensis (nel 393), sede sconosciuta; e Nino (nel 397), che fu vescovo di Giubalziana.
Dal 1933 Tabalta è annoverata tra le sedi vescovili titolari della Chiesa cattolica; la sede è vacante dal 22 ottobre 2022.

## Cronotassi

### Vescovi residenti
- Innocenzo † (menzionato nel 393)

### Vescovi titolari
- John Joseph Maguire † (15 settembre 1965 - 6 luglio 1989 deceduto)
- John Bukovsky, S.V.D. † (18 agosto 1990 - 18 dicembre 2010 deceduto)
- Thomas Anthony Daly (16 marzo 2011 - 12 marzo 2015 nominato vescovo di Spokane)
- Jose Kalluvelil (6 agosto 2015 - 22 dicembre 2018 nominato eparca di Mississauga)
- Szymon Stułkowski (24 maggio 2019 - 22 ottobre 2022 nominato vescovo di Płock)